# Mistrovství Evropy v boxu žen 2011
VIII. mistrovství Evropy žen v boxu proběhlo v Rotterdamu, Nizozemsko ve dnech 17. až 22. října 2011. Organizátorem turnaje mistrovství Evropy byla European Boxing Confederation (EUBC).

## Česká stopa
Na mistrovství Evropy startovalo za Česko 5 boxerek:
- −48 kg: Tereza Filipová (* 1989) z SK Boxing Praha
- −51 kg: Jana Juranová (* 1986) z SK Lady Box Brno
- −64 kg: Martina Schmoranzová (* 1987) z Pražského rohovníka
- −69 kg: Martina Jindrová (* 1991) z SK Boxing Praha
- −81 kg: Zuzana Toušková (* 1986) z SK Boxing Praha

## Výsledky
| Ženy   | Zlato                       | Stříbro                      | Bronz                        | Bronz                        |
| ------ | --------------------------- | ---------------------------- | ---------------------------- | ---------------------------- |
| –48 kg | Svetlana Gněvanovová (RUS)  | Lynsey Holdawayová (WAL)     | Natalija Kňazová (UKR)       | Steluța Duțăová (ROU)        |
| –51 kg | Nicola Adamsová (ENG)       | Sara Ourahmouneová (FRA)     | Karolina Michalczuková (POL) | Stojka Petrovová (BUL)       |
| –54 kg | Jelena Saveljevová (RUS)    | Sandra Drabiková (POL)       | Ivanna Krupeňová (UKR)       | Ayşe Taşová (TUR)            |
| –57 kg | Natalija Birjuková (UKR)    | Elizabeth Whitesideová (ENG) | Viktorija Gurkovičová (RUS)  | Nagehan Gülová (TUR)         |
| –60 kg | Kathleen Taylorová (IRL)    | Sofija Očigavaová (RUS)      | Denica Elisejevová (BUL)     | Helena Falková (SWE)         |
| –64 kg | Gülsüm Tatarová (TUR)       | Armine Sinabjanová (ARM)     | Natasha Jonasová (ENG)       | Martina Schmoranzová (CZE)   |
| –69 kg | Marichelle de Jongová (NED) | Marija Badulinová (UKR)      | Lauren Priceová (WAL)        | Katarzyna Furmaniaková (POL) |
| –75 kg | Naděžda Torlopovová (RUS)   | Nouchka Fontijnová (NED)     | Savannah Marshallová (ENG)   | Lilija Durněvová (UKR)       |
| –81 kg | Svetlana Kosovová (RUS)     | Sylwia Kusiaková (POL)       | Inna Ševčenková (UKR)        | Tímea Nagyová (HUN)          |
| +81 kg | Şemsi Yaralıová (TUR)       | Irina Siněcká (RUS)          | Danijela Vernićová (CRO)     | Katerina Šambirová (UKR)     |

## Medailová bilance
V boxu se rozdělilo celkem 10 sad medailí.
| Pořadí | Stát             |       | Ženy    | Ženy  | Ženy | Celkem |
| Pořadí | Stát             | Zlato | Stříbro | Bronz |      | Celkem |
| ------ | ---------------- | ----- | ------- | ----- | ---- | ------ |
| 1.     | Rusko (RUS)      |       | 4       | 2     | 1    | 7      |
| 2.     | Turecko (TUR)    |       | 2       | 0     | 2    | 4      |
| 3.     | Ukrajina (UKR)   |       | 1       | 1     | 5    | 7      |
| 4.     | Anglie (ENG)     |       | 1       | 1     | 2    | 4      |
| 5.     | Nizozemsko (NED) |       | 1       | 1     | 0    | 2      |
| 6.     | Irsko (IRL)      |       | 1       | 0     | 0    | 1      |
| 7.     | Polsko (POL)     |       | 0       | 2     | 2    | 4      |
| 8.     | Wales (WAL)      |       | 0       | 1     | 1    | 2      |
| 9.     | Arménie (ARM)    |       | 0       | 1     | 0    | 1      |
| 9.     | Francie (FRA)    |       | 0       | 1     | 0    | 1      |
| 11.    | Bulharsko (BUL)  |       | 0       | 0     | 2    | 2      |
| 12.    | Chorvatsko (CRO) |       | 0       | 0     | 1    | 1      |
| 12.    | Česko (CZE)      |       | 0       | 0     | 1    | 1      |
| 12.    | Maďarsko (HUN)   |       | 0       | 0     | 1    | 1      |
| 12.    | Rumunsko (ROU)   |       | 0       | 0     | 1    | 1      |
| 12.    | Švédsko (SWE)    |       | 0       | 0     | 1    | 1      |
| Celkem | Celkem           |       | 10      | 10    | 20   | 40     |